# مسجد ألماس الحاجب
مسجد ألماس الحاجب، بناه الأمير سيف الدين أُلماس الحاجب سنة 730هـ/1330م، وكان مملوكاً للسلطان الناصر محمد بن قلاوون، ثم ترقى إلى أن صار أحد الأمراء الكبار، وأصبح في منزلة نائب السلطان يعمل في خدمته الأمراء والحجاب إلى أن غضب عليه السلطان وأمر بالقبض عليه وسجنه ثم قتله في سنة 734هـ/1334م وذلك لسوء تصرفه أثناء غياب السلطان في الأراضي الحجازية للحج. ودفن في القبر الموجود بمسجده. المسجد كائن خارج باب زويلة بشارع الحلمية من ناحية شارع محمد علي قسم الدرب الأحمر.

## الوصف
المسجد له بابان أحدهما كبير يطل على ميدان الحلمية والثاني أصغر يفتح على حارة الماس، وبه ضريح الماس يعلوه قبة مرتفعة. وصحن المسجد يحيطه أربعة إيوانات بمقود محمولة على أعمدة من الرخام اكبرها إيوان القبلة. وقد زخرفت حواف المقود حول الصحن بزخارف جصية. المحراب مكسو بالرخام تعلوه زخارف جصية إلى جانب منبر خشب يرجع إلى العصر العثماني. الواجهة الرئيسية بها الباب الرئيسي ويعلوها المئذنة والقبة التي تعلو مدفن الماس.